# Protexarnis squalida
Protexarnis squalida là một loài bướm đêm trong họ Noctuidae.

## Hình ảnh

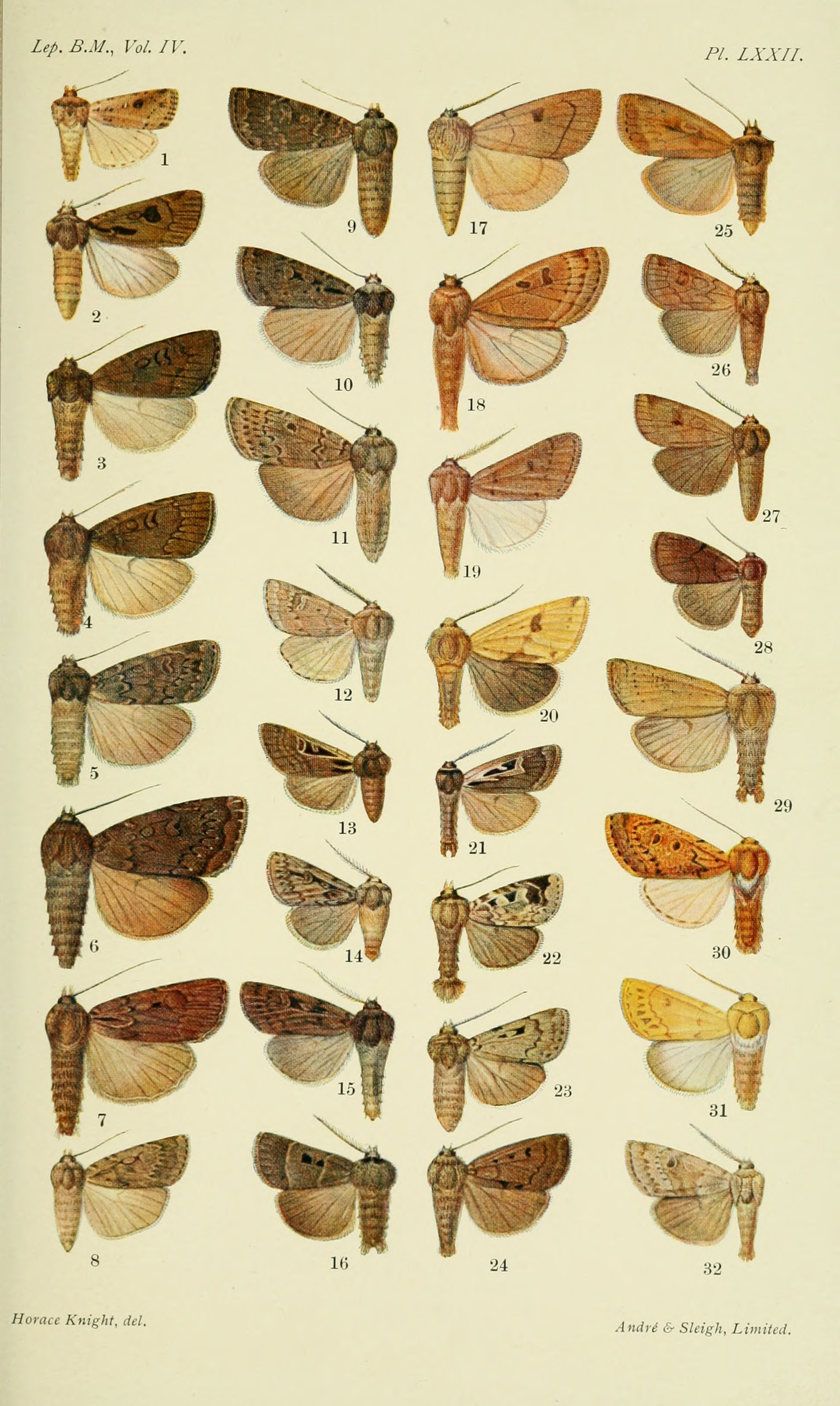